# اوبینگ
اوبینگ (به آلمانی: Obing) یک شهر در آلمان است که در بایرن واقع شده‌است.

## خصوصیات
اوبینگ ۴۳٫۷۵ کیلومترمربع مساحت دارد ۵۶۲ متر بالاتر از سطح دریا واقع شده‌است.